# Мауро Бономі
Мауро Бономі (італ. Mauro Bonomi, нар. 23 серпня 1972, Кремона) — італійський футболіст, що грав на позиції захисника.

## Клубна кар'єра
Народився 23 серпня 1972 року в місті Кремона. Вихованець футбольної школи клубу «Кремонезе». Дорослу футбольну кар'єру розпочав 1990 року в основній команді того ж клубу, в якій провів два сезони, взявши участь у 49 матчах чемпіонату. 
Згодом з 1992 по 1997 рік грав у складі команд клубів «Лаціо», «Кальярі», «Чезена» та «Болонья».
Привернув увагу представників тренерського штабу клубу «Торіно», до складу якого приєднався 1997 року. Відіграв за туринську команду наступні чотири сезони своєї ігрової кар'єри. Більшість часу, проведеного у складі «Торіно», був основним гравцем захисту команди.
Протягом 2001—2005 років захищав кольори клубів «Наполі» та «Катандзаро».
Завершив професійну ігрову кар'єру у нижчоліговому клубі «Равенна», за команду якого виступав протягом 2005—2006 років.

## Виступи за збірні
1989 року дебютував у складі юнацької збірної Італії, взяв участь у 8 іграх на юнацькому рівні.
Протягом 1991–1992 років залучався до складу молодіжної збірної Італії. На молодіжному рівні зіграв у 12 офіційних матчах.
1992 року захищав кольори олімпійської збірної Італії. У складі цієї команди провів 5 матчів. У складі збірної — учасник  футбольного турніру на Олімпійських іграх 1992 року у Барселоні.

## Титули і досягнення
- Чемпіон Європи (U-21): 1992